# 92: Чёрная Роза против Чёрной розы
«92: Чёрная Роза против Чёрной розы» (иер. трад. 92黑玫瑰對黑玫瑰, упр. 92黑玫瑰對黑玫瑰, кант.-рус.: 92 Хак Муй Гвай дуэ Хак Муй Гвай, англ. 92 Legendary La Rose Noire) — гонконгская комедия 1992 года, режиссёр Джеффри Лау. Главные роли в фильме исполнили Тони Люн Ка-фай, Мэгги Сиу, Тереза Мо, Вон Вань-Си и Фун Поупоу.
Картина получила девять номинаций на 12-й Гонконгской кинопремии, одержав победу в двух категориях.

## Сюжет
Писательницу детских книг Баттерфляй Вонг (Мэгги Сиу) постигают неудачи одна за другой как в карьере, так и в отношениях. В отчаянии она пытается свести счёты с жизнью, но у неё ничего не выходит. Во время этой попытки происходит курьёзная ситуация — молодая пара принимает Вонг за грабителя и отдаёт ей свои вещи. Желая вернуть их, Баттерфляй отправляется к ним домой в сопровождении своей подруги Чоу Вай-куен (Тереза Мо). Там они становятся свидетелями незаконной торговли наркотиками, за которой следует взаимная резня наркоторговцев. Чтобы избежать подозрений полиции, Баттерфляй изображает Чёрную Розу, героиню-мстительницу, которая появлялась в гонконгских фильмах 1960-х годов. Ученицы настоящей Чёрной Розы, Пиу-хун (Фун Поупоу) и Им-фан (Вон Вань-Си), похищают Баттерфляй. Детектив Кит Луи (Тони Люн Ка-фай), который влюблен в Баттерфляй, отправляется на её поиски.

## В ролях
- Тони Люн Ка-фай — Кит Луи (呂奇)
- Мэгги Сиу[англ.] — Баттерфляй Вонг (黃蝴蝶)
- Тереза Мо — Чоу Вай-куен (周維娟)
- Вон Вань-Си — Им-фан (豔芬)
- Фун Поупоу — Пиу-хун (飄紅)

## Награды и номинации
| Награды                     | Награды                             | Награды                            | Награды   |
| Кинопремия                  | Категория                           | Лауреат / претендент               | Результат |
| --------------------------- | ----------------------------------- | ---------------------------------- | --------- |
| 12-я Гонконгская кинопремия | Лучший фильм                        | 92: Чёрная Роза против Чёрной розы | Номинация |
| 12-я Гонконгская кинопремия | Лучшая режиссёрская работа          | Джеффри Лау                        | Номинация |
| 12-я Гонконгская кинопремия | Лучший сценарий                     | Джеффри Лау                        | Номинация |
| 12-я Гонконгская кинопремия | Лучшая мужская роль                 | Тони Люн Ка-фай                    | Победа    |
| 12-я Гонконгская кинопремия | Лучшая женская роль второго плана   | Фун Поупоу                         | Победа    |
| 12-я Гонконгская кинопремия | Лучшая женская роль второго плана   | Тереза Мо                          | Номинация |
| 12-я Гонконгская кинопремия | Лучшая женская роль второго плана   | Вон Вань-Си                        | Номинация |
| 12-я Гонконгская кинопремия | Лучшая работа художника по костюмам | Чан А-Джо                          | Номинация |
| 12-я Гонконгская кинопремия | Лучшая музыка                       | Лоуэлл Ло                          | Номинация |